# Xing’an (häradshuvudort i Kina, Heilongjiang Sheng, lat 50,25, long 127,49)
Xing'an (kinesiska: 爱辉区) är en häradshuvudort i Kina. Den ligger i provinsen Heilongjiang, i den nordöstra delen av landet, omkring 500 kilometer norr om provinshuvudstaden Harbin. Antalet invånare är 211 313. Befolkningen består av 103 308 kvinnor och 108 005 män. Barn under 15 år utgör 11,0 %, vuxna 15-64 år 80 %, och äldre över 65 år 7,0 %.
Runt Xing'an är det glesbefolkat, med 14 invånare per kvadratkilometer. Xing'an är det största samhället i trakten. Trakten runt Xing'an består till största delen av jordbruksmark.